# Вільям Генрі Пікерінг
Вільям Генрі Пікерінг (англ. William Henry Pickering); 15 лютого 1858 — 17 січня 1938) — американський астроном.

## Біографія
Народився 15 лютого 1858 року в Бостоні, молодший брат астронома Едварда Чарлза Пікерінга. В 1879 році закінчив Массачусетський технологічний інститут. В 1887 р. став професором астрономії Гарвардського університету, працював у Гарвардській обсерваторії, де директором був його брат, Едвард Чарлз Пікерінг. У 1924 р. пішов у відставку, продовжував спостереження на Ямайці.
Пікерінг займався візуальним і фотографічним вивченням планет та інших тіл Сонячної системи. Особливо привертав його увагу Марс. Пікерінг довів, що темні ділянки на цій планеті не є морями. Вів тривалі спостереження поверхні Місяця, які опублікував у роботі «Місяць» (The Moon, 1903) та низці інших. Дотримувався думки про наявність помітних змін місячного ландшафту, а за спостереженнями кратера Ератосфен навіть зробив висновок про існування там життя. Відкрив дев'ятий супутник Сатурна — Фебу — і встановив, що вона рухається в зворотному напрямку по відношенню до інших супутників (1899). Запропонував метод вимірювання швидкості метеорів за допомогою дзеркала, що обертається.
Пікерінг передбачав існування планет поза Нептуном, яких нараховував більше, ніж будь-який інший астроном: принаймні сім. 1919 року одну з них («планету O») невдало шукали в обсерваторії Маунт-Вілсон, і лише згодом виявилося, що на знімки дійсно потрапив новий транснептуновий об'єкт — Плутон. Його відкрили лише 1930 року в Ловеллівській обсерваторії; він перебував недалеко (6°) від положення, що відповідало орбіті, розрахованій для «планети O» Пікерінгом 1919 року (практично такою ж виявилася похибка передбачення Персіваля Ловелла). В деяких аспектах передбачення Пікерінга виявилося ближчим до істини, ніж у Ловелла, але його робота справила на астрономів слабше враження через велику кількість спрогнозованих планет, частий перегляд їх параметрів та неточний метод розрахунків. Згодом виявилося, що всі ці передбачення справдилися лише випадково.
Пікерінг брав участь в організації станцій спостереження, які створювались Гарвардською обсерваторією по цілому світу — в Південній Каліфорнії, Перу, Південній Африці, на Ямайці. Керував встановленням телескопа в Ловеллівскій обсерваторії поблизу Флегстаффа (шт. Аризона).
Помер Пікерінг у Мандевілі на Ямайці 17 січня 1938 року.
На честь братів Пікерінгів названі кратери на Місяці і на Марсі та астероїд 784 Пікерінгія.